# گورستان مهرآباد (عجب‌شیر)
گورستان مهر آباد مربوط به سدهٔ ۸ تا ۱۱ ه‍.ق است و در شهرستان عجب شیر، بخش مرکزی، روستای مهر آباد واقع شده و این اثر در تاریخ ۱۲ بهمن ۱۳۸۱ با شمارهٔ ثبت ۷۳۶۵ به‌عنوان یکی از آثار ملی ایران به ثبت رسیده است.